# Ordem de Afonso XII

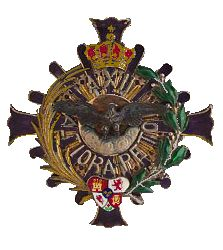
Estrela da Orden de Alfonso XII.

A Ordem Civil de Alfonso XII (em espanhol: Orden Civil de Alfonso XII) é uma ordem honorífica espanhola, estabelecida por Real Decreto a 23 de Maio de 1902, com a finalidade de premiar os méritos na docência e na investigação científica e ainda a acção nos campos da educação, ciência e cultura.